# Crestwood (Misuri)
Crestwood es una ciudad ubicada en el condado de San Luis en el estado estadounidense de Misuri. En el Censo de 2010 tenía una población de 11912 habitantes y una densidad poblacional de 1.277,92 personas por km².

## Geografía
Crestwood se encuentra ubicada en las coordenadas 38°33′25″N 90°22′42″O / 38.55694, -90.37833. Según la Oficina del Censo de los Estados Unidos, Crestwood tiene una superficie total de 9.32 km², de la cual 9.32 km² corresponden a tierra firme y (0%) 0 km² es agua.

## Demografía
Según el censo de 2010, había 11912 personas residiendo en Crestwood. La densidad de población era de 1.277,92 hab./km². De los 11912 habitantes, Crestwood estaba compuesto por el 93.75% blancos, el 1.6% eran afroamericanos, el 0.15% eran amerindios, el 2.35% eran asiáticos, el 0.06% eran isleños del Pacífico, el 0.41% eran de otras razas y el 1.67% pertenecían a dos o más razas. Del total de la población el 1.92% eran hispanos o latinos de cualquier raza.